# توني براون (لاعب كرة قدم بريطاني)
توني براون (بالإنجليزية: Tony Brown)‏ هو مدرب كرة قدم ولاعب كرة قدم بريطاني، ولد في 17 سبتمبر 1958 في برادفورد في المملكة المتحدة. لعب مع سكونثورب يونايتد وليدز يونايتد ونادي برادفورد بارك أفنيو ونادي دونكاستر روفرز ونادي روتشديل.